# 千葉周作

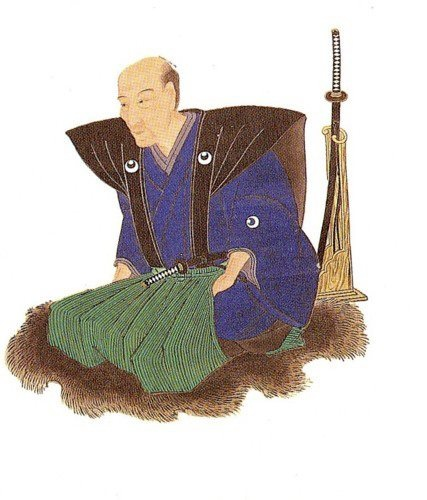
千葉周作

千葉周作（日语：／ Chiba Shūsaku，1793年—1856年1月17日），字成政，通稱周作，日本江戶時代後期武士、劍術家，為北辰一刀流創始者。

## 生平
先祖為桓武平氏，坂東八平氏之下的名門千葉氏。北辰流的千葉常胤也是他們家族先祖。其曾祖千葉道胤曾任相馬中村藩的劍術指南役，其父千葉忠左衛門成胤是一位馬醫，在松戸（今千葉縣松戸市）執業。
千葉周作出身水戶藩，其出生地有岩手縣陸前高田市、宮城縣栗原市花山兩種不同的說法。在千葉周作5歲時，其父親放棄家庭出家，移居宮城縣栗原郡長岡村的荒谷，在斗瑩稻荷神社附近築屋居住。失去父親照顧的周作，在中西派一刀流淺利義信的道場中學習劍術。
1822年（文政5年），結束遊歷，回到江戶，在日本橋品川町附近，建立自己的道館——玄武館。